# جو لو تروجليو
جو لو تروجليو (بالإنجليزية: Joe Lo Truglio)‏ مواليد 2 ديسمبر 1970 في كوينز، نيويورك، الولايات المتحدة، هو ممثل أمريكي بدأ مسيرته الفنية عام 1991.

## الأعمال
- هيتش
- سيء جدا
- قطار الأناناس السريع
- أحبك يا رجل
- رحلات غاليفر
- حب السفر
- رالف المدمر
- كيف قابلت أمكما
- طبقة الصوت المثالية
- كوميونتي
- عن الليلة الأخيرة
- بروكلين ناين-ناين تشارلز بويل

## وصلات خارجية
- جو لو تروجليو على موقع IMDb (الإنجليزية)
- جو لو تروجليو على موقع ميوزك برينز (الإنجليزية)
- جو لو تروجليو على موقع أول موفي (الإنجليزية)
- جو لو تروجليو على موقع قاعدة بيانات الأفلام السويدية (السويدية)
- جو لو تروجليو على موقع إن إن دي بي (الإنجليزية)
- جو لو تروجليو على موقع قاعدة بيانات الفيلم (الإنجليزية)